# Алессіо Де Віто
Алессіо Де Віто (італ. Alessio De Vito, 6 квітня 1906, Суммонте — 24 вересня 1982, Суммонте) — італійський військовик, учасник Другої світової війни, нагороджений Золотою медаллю «За військову доблесть».

## Біографія
Алессіо Де Віто народився 6 квітня 1906 року в Суммонте. У віці 16 років добровільно вступив на службу до військово-морських сил і був призначений артилеристом. У 1923 році призначений на лінкор «Джуліо Чезаре», на борт якого брав участь в окупації Корфу у тому ж році.Потім був переведений на есмінець «Монцамбано».
Протягом 1928-1934 років Алессіо Де Віто ніс службу на лінкорі «Кайо Дуіліо», есмінці «Бореа», мінному загороджувачі «Леньяно». У 1934 році навчався у Школі королівського корпусу екіпажів флоту (італ. Corpo Reali Equipaggi Marittimi, C.R.E.M).
У 1936 році брав участь в Другій італо-ефіопській війні, під час якої ніс службу в Массауа.
Під час італійського вторгнення в Албанію у 1939 році ніс службу на борту міноносця «Айроне».
У 1940 році був переведений до складу 10-ї флотилії МАС у Ла-Спеції. 
26 березня 1941 року брав участь в атаці на бухту Суда, де зосередились значні сили британського флоту. В результаті атаки начиненими вибухівкою човнами були пошкоджені  важкий крейсер «Йорк» (згодом добитий німецькою авіацією) та танкер «Періклус» (затонув під час спроби евакуації на ремонт).   
Проте всі шість італійських бойових плавців, в тому числі Алессіо Де Віто, потрапили до полону.
Алессіо Де Віто повернувся до Італії у червні 1946 року, і у листопаді наступного року у званні старшини (італ. capo di prima classe) подав у відставку. Отримав звання молодшого лейтенанта запасу.
Помер в Суммонте 24 вересня 1982 року.

## Нагороди
- Золота медаль «За військову доблесть»